# Burbuja de carbono

La burbuja de carbono, según datos por la Iniciativa del Rastreador del Carbono (2013)

La burbuja de carbono o burbuja de los combustibles es una burbuja en la tasación de las compañías productoras, refinadoras, distribuidores y demás dependientes de la producción de energía basada en combustibles fósiles, porque los costes ciertos del dióxido de carbono en la intensificación del calentamiento global, no se ha tenido aun en cuenta en la tasación del mercado de valores de cada compañía de este tipo.  
Actualmente el precio de las participaciones y acciones de las compañías de combustibles fósiles están calculada bajo la suposición de que todas las reservas de combustibles fósiles se van a consumir. Una estimación hecha por Kepler Chevreux pone la pérdida en valor de las compañías de combustibles fósiles debido al impacto del crecimiento de las renovables en EE. UU. de $28 billones en las próximas dos décadas. Un análisis más reciente llevado a cabo  por Citi establece dicha figura en $100 billones.
Analistas en ambos el petróleo y las industrias financieras, están concluyendo que la "edad de petróleo" ya ha logrado una etapa nueva donde el suministro sobrante que aparecido en tardío 2014 puede continuar prevalecer en el futuro.  
Parece que va emergiendo un consenso de que se va logar un acuerdo internacional para introducir medidas para constreñir la combustión de hidrocarburos en un esfuerzo para limitar el aumento de temperatura global al nominal de 2 °C, que se predice consensuadamente para limitar el daño medioambiental a niveles tolerables.
Según el Comité sobre Cambio Climático (CCC)  del Reino Unido, sobrevalorar empresas que producen combustibles fósiles  y gases de efecto invernadero supone una amenaza seria a la economía. El comité advirtió al Gobierno británico y  al Banco de Inglaterra de los riesgos de la burbuja de carbono en 2014. Al año siguiente, Mark Carney, el Gobernador del Banco de Inglaterra, en su conferencia a Lloyd's de Londres, advirtió que el limitar el calentamiento global a 2 °C, parece requerir que la "mayoría vasta" de reservas de combustibles fósiles sean "valores varados", resultando en una exposición "potencialmente enorme" para los inversores en aquel sector.  Concluye que "la ventana de oportunidad es finita y va  encogiendo", lo que denominó como la "tragedia del horizonte". Aquel mes mismo, la Autoridad de Control Prudencial del Banco de Inglaterra emitió un informe que mencionaba los riesgos y oportunidades que presenta el cambio climático para la industria de seguro.
En su discurso en el que se anuncia su negativa a la propuesta para construir el oleoducto Keystone XL , el presidente de Estados Unidos Barack Obama dio de forma resumida una razón para la decisión "... finalmente, si  vamos a impedir y prevenir que grandes partes de esta Tierra se conviertan no sólo en inhóspitas, sino inhabitables  a lo largo de nuestras vidas,  debemos comenzar a mantener algunos combustibles fósiles en el suelo...".

## Etimología
El término "burbuja de carbono" surgió a principios del siglo XXI de la concienciación creciente del impacto de los combustibles fósiles en la temperatura global.  El término fue acuñado por la Iniciativa del Rastreador del Carbono , que publicó informes claves en julio de 2011 y abril de 2013. Y se popularizado más aún por la revista de Nuevo Científico (New Scientist) en octubre de 2011. 
Un artículo ampliamente compartido por Bill McKibben fue publicado en Rolling Stone (Piedra Rodante) en julio de 2012, atrayendo la idea a la atención de una audiencia popular.
Esto fue seguido más adelante en 2013 por un informe del tanque pensil  Demos.

## Valor
El autor Bill McKibben ha estimado que para sostener la vida humana en el mundo, hará falta que permanezcan bajo el suelo, hasta US$20 billones de valores en reservas de combustibles fósiles. El Informe Stern de 2006, declaró que los beneficios de acción fuerte , temprana en la disminución del uso del petróleo, carbón y gas sobrepasan considerablemente los costes. Los contribuyentes a los combustibles fósiles, la industria de la construcción y las prácticas de uso de la tierra que ignoran la responsabilidad de los costes externos e ignorar el principio de quien contamina paga, de acuerdo al cual los costes del cambio del clima serán pagados sobre todo por los contaminadores históricos del clima.

## Perspectivas para una deflación ordenada de la burbuja

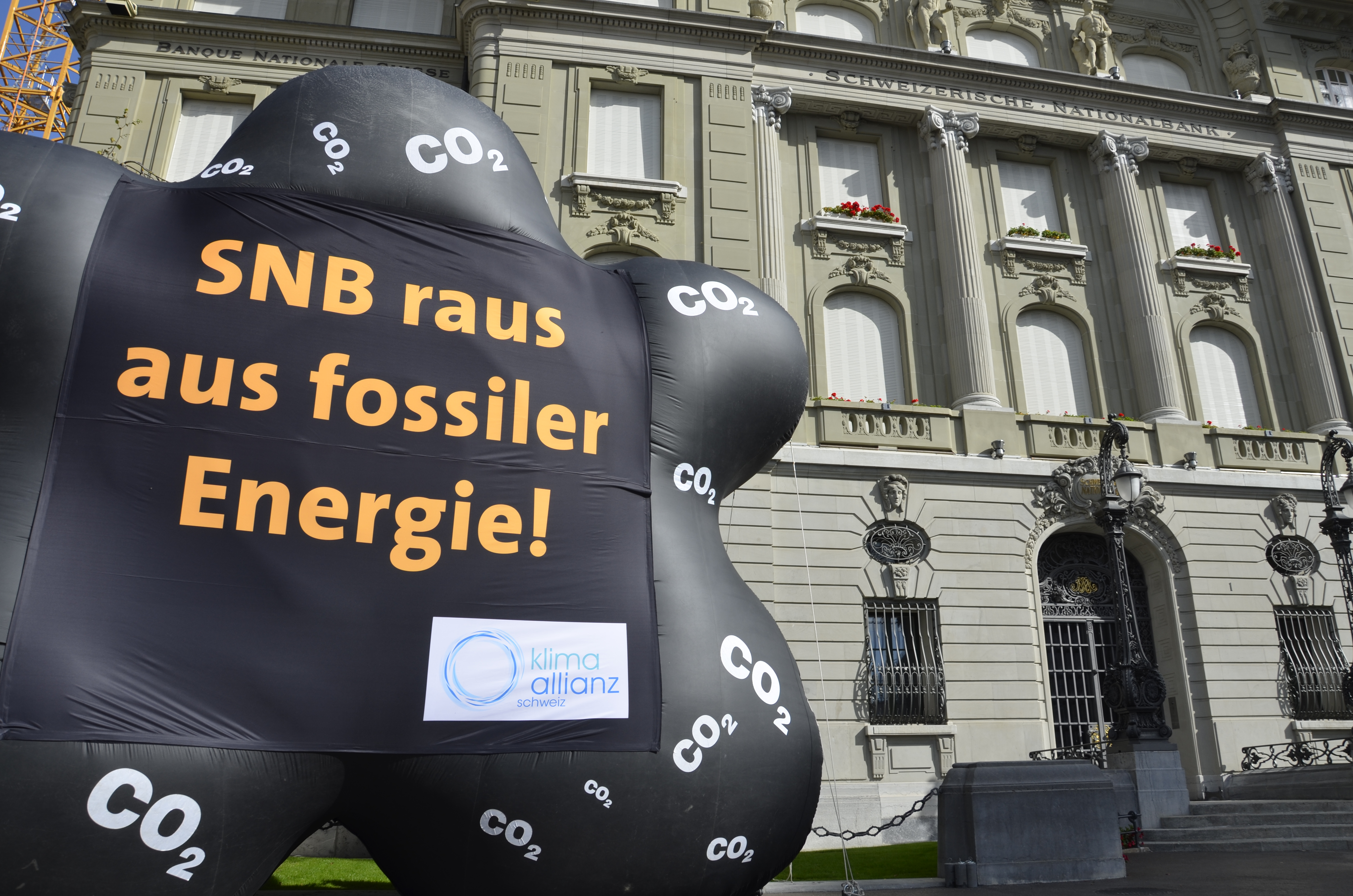
Burbuja de carbono hinchable que pregunta el Banco Nacional suizo a divest de combustibles de fósil (2019).

Una transición (que no una retrasación) previsible y ordenada para terminar con la dependencia retante de los combustibles fósiles podría impedir un disruptivo "estallido de la burbuja de carbono".  Un número de desarrollos están apoyando tal transición.
- Acción de gobierno sobre cambio climático

Un estudio académico detallado de las consecuencias para los productores de los diferentes combustibles hidrocarburados, indicó a principios de  2015 que un tercio de las reservas de petróleo globales, la mitad de las reservas gasistas y más de un 80% de las reservas de carbón actual,  tendrían que quedar subterráneos, sin salir de la tierra, de 2010 a 2050 para lograr el objetivo de no superar más de 2 °C de aumento en la   temperatura global mediana. De ahí que la exploración continuada o explotación de reservas sería algo ajeno a lo que se necesita hacer. Para logar el objetivo de 2 °C, serían medidas para suprimir la demanda, como un impuesto de carbono sustancial que deja un precio más bajo y fomente los productores de un Mercado más pequeño y local. El impacto sobre los productores variaría ampliamente, según el coste de producción en sus áreas de operación.  Por ejemplo, el impacto en Canadá sería de lejos más grande que en los Estados Unidos. La minería de fosa abiertao de arenas bituminosas en Canadá pronto caería a niveles insignificantes después de que 2020 en todos los  escenarios considerados, porque  es considerablemente menos económico que otros métodos de producción.
A mediados de 2015, el Centro para la Ciencia y la Política de la Universidad de Cambridge publicó un informe que evaluando los riesgos del cambio climático en orden a estimar la cantidad de recursos que tendría que destinarse para hacerle frente. El informe nota que las "estimaciones económicas estándares de los costes globales del cambio climático...probablemente estén sistemáticamente predispuestos para infravalorar el riesgo, cuando  tienden a omitir una gama amplia de impactos que es difícil de cuantificar".
- Concienciación en la industria financiera

En 2013,  había concienciación significativa en la industria financiera sobre los riesgos asociados con la exposición a compañías implicadas en la extracción de combustibles fósiles. A comienzos de 2014, el Grupo FTSE, BlackRock y el Consejo de Defensa de los Recursos Naturales colaboraron en la creación de una serie de índices del Mercado de valores que excluye a las compañías relacionadas con la exploración, propiedad o extracción de carbono de reservas de combustibles fósiles. Estos índices se pretende que faciliten a los mantener alejadas sus inversiones de tales compañías. Se ha propuesto que se requiera a las compañías por ley que informen de us emisiones de gases invernadero y evaluar el riesgo que esto podría suponer para su rendimiento financiero futuro. Según Christiana Figueres, del UNFCCC, las compañías tienen un deber hacia los accionistas para moverse a una economía de carbono bajo, debido a los efectos de la burbuja de carbono.
- Campaña de disinversión

La campaña  actual de desinversión en combustibles fósiles en universidades, iglesias y fondos de pensiones, contribuye a disinvertidos en empresas de  combustibles fósiles. A finales de 2015, se informó que esta disinversión alcanzaría los US$2,6 billones en septiembre de 2019 y que los  compromisos de desinversión habían crecido a un valor aproximado de US$11.48 billones.
En septiembre de 2019, cuándo la Universidad de California anunció, que desinvertiría sus 83 mil millones de dólares en dotación y fondos de pensiones hacia fuera de la industria de los combustibles fósiles, los altos funcionarios de UC dijeron que lo hacían por razones financieras: " creemos que colgarnos a los valores de los combustibles fósiles es un riesgo financiero ."
- Energía renovable y limpia más barata

El precio de la energía renovable continuamente está cayendo.  En 2014 la electricidad eólica es más barata que la de carbón o gas en Australia, China y los Estados Unidos. También la electricidad producida por un sistema de techo fotovoltaico es más barata que la electricidad de red en muchos países y sitios del mundo.
- Control de la contaminación real

Se sabe que los combustibles de fósil tienen grandes costes de externalidades negativas enormes o escondidos. Abordar este fracaso del mercado hará que las energías sustituvas sean más competitivas y reducirá o hará desaparecer el consumo de combustibles fósiles.
- Anulación de los subsidios estales a la energía

Según el Fondo Monetario Internacional, los gobiernos de todo el mundo dieron $523 miles de millones en subsidios directos para combustibles fósiles en 2011. Si se incluyera un impuesto de carbono de $25 por tonelada de CO2, los subsidios totalizarían $1.9 billones sólo en 2011. Sacar los subsidios a los combustibles fósiles reduciría aún más su consumo y convertirían a las energías alternativas en aún más competitivas.
- Cabildeo de las empresas renovables

Cuando la penetración de las energías renovalbes aumente, también lo hará los activos de las empresas de energía renovable. Esto y el número creciente de empleados en el sector de las energías renovables inevitablemente se transformará en un cabildeo político en contra de los combustibles fósiles.
- Urbanización y transporte Eléctrico

La urbanización sostenible,combinada con la disponibilidad creciente de un transporte público conveniente, seguro y eficaz, edificios verdes y distribución de energía eficaz, así como la vida extendida de productos/uso/re-uso, el reciclaje local aumentado y la auto-sostenibilidad en materias primas conduce a un bajo consumo de energía. Pervesamente, el acceso preparado para viajar y el lujo, y la proliferación de tecnología de bajo coste LED, p. ej. para usos publicitarios y decorativos, pueden negativizar algunos de los ahorros de energía potenciales. El cambiando al renovables, transporte basado en electricidad, abastecido por renovabes, reducirá la demanda de combustibles fósiles, particularmente del petróleo, y de los vehículos de gas natural.  La combinación de techos fotovoltaicos con baterías de vehículos eléctricos de segunda mano reducirán aún más la dependencia de los combustibles fósiles, así como proporcionarán el almacenamiento de red necesitado para los momentos en que las fuentes de energía renovables que sean  intermitentes no estén produciendo electricidad.
- Innovación y Eficacia

Innovaciones en, por ejemplo, tecnología de la información (incluyendo la videoconferencia), miniaturización, LEDs, realidad virtual, impresión 3D, biotecnología y materiales nuevos permitirán la reducción de energía en las áreas de sustento y viaje humanos, así como la creación de producto físico y la distribución. También ofrecerán vías nuevas para el crecimiento económico y el liderazgo tecnológico, y es así especialmente importante para la creación de riqueza sostenida en las naciones importadoras netas de energía  más desarrolladas. El consumo energético se espera que disminuya, mientras que el sector servicios de la economía continúa crececiendo, a la vez que se reducen los sectores de industria pesada, construcción, fabricación y agrícola. El aumentó de las inversiones en eficiencia energética pueden conducir a menos energía consumida, incluso cuando la economía crece. Sin crecimiento en el uso de energía, los precios de los combustibles fósiles disminuirán y la mayoría de los mega proyectos de energía pueden ser ineconómicos.
- Demografía y cambios de comportamiento del consumidor

Una sociedad en retroceso y envejecimiento, ya materialmente próspera, satisfecha e individualista puede estar menos motivada hacia bienes materiales consumidores de energía adicionales y construcción nueva. Por otro lado, la mayor esperanza de vida y los  tiempos de viaje y ocio crecientes aumentarán el uso de la energía total a lo largo de la vida de la persona. Según una investigación del Fondo de Educación PIRG estadounidense, informado a finales de 2014: "A lo largo de la última década  - tras más de 60 años de aumentos firmes-  el número de millas conducidas por el americano medio ha ido cayendo. Los jovenes norteamericanos han experimentado los cambios más grandes: conducir menos; coger el transporte público, ciclear y andar más; y buscar sitios para vivir en ciudades y comunidades andables, donde la conducción esa una opción , no una necesidad." Los datos de la Administración de Información de la Energía Energía de EE. UU. muestran que el consumo, tanto de  carbón, como de petróleo líquido acanzaron el pico enen 2005, y que a finales de 2014 había caído un 21% y 13%, respectivamente. El consumo de gas natural continuó subiendo, terminando en un índice de consumo de combustibles fósiles, en términos de unidades de energía,  que cayó sólo un 6% desde  pico en 2007 a una altiplanicie o meseta.